# Hôtel des Monnaies (métro de Bruxelles)
Pour les articles homonymes, voir Hôtel des Monnaies.
Hôtel des Monnaies (en néerlandais : Munthof) est une station des lignes 2 et 6 du métro de Bruxelles située à Bruxelles, sur les communes de Bruxelles-ville et Saint-Gilles.

## Situation
La station de métro se trouve à proximité de la rue de l'Hôtel des Monnaies, dans l'axe de la petite ceinture. 
Elle est située entre les stations Porte de Hal et Louise sur les lignes 2 et 6.

## Histoire
La station faisait initialement partie dans les années 1970 d'une ligne de prémétro ; les travaux de terrassement préalables à la construction de cette station ont permis la découverte d'une partie des fondations de la seconde enceinte de Bruxelles : ces murailles sont depuis lors exposées le long d'un des quais de la station.[réf. nécessaire]
À la fin des années 1980, la ligne de prémétro a été transformée en une ligne de métro lourd, inaugurée le 2 octobre 1988.

## Service aux voyageurs

### Accès
La station compte quatre accès :
- Accès nos 1 et 4 : situés de part et d'autre de la rue Dumonceau (accompagné d'un escalator pour le second) ;
- Accès nos 2 et 3 : situés de part et d'autre de la rue de l'Hôtel des monnaies (accompagné d'un escalator pour le premier).

### Quais
La station est de conception classique avec deux voies encadrées par deux quais latéraux.

### Intermodalité
La station est desservie par les lignes de bus 136 du réseau De Lijn et 365a et W du réseau TEC.

## À proximité
- Institut Jules Bordet
- CHU Saint-Pierre